# Sint-Pietersbandenkerk (Ophasselt)

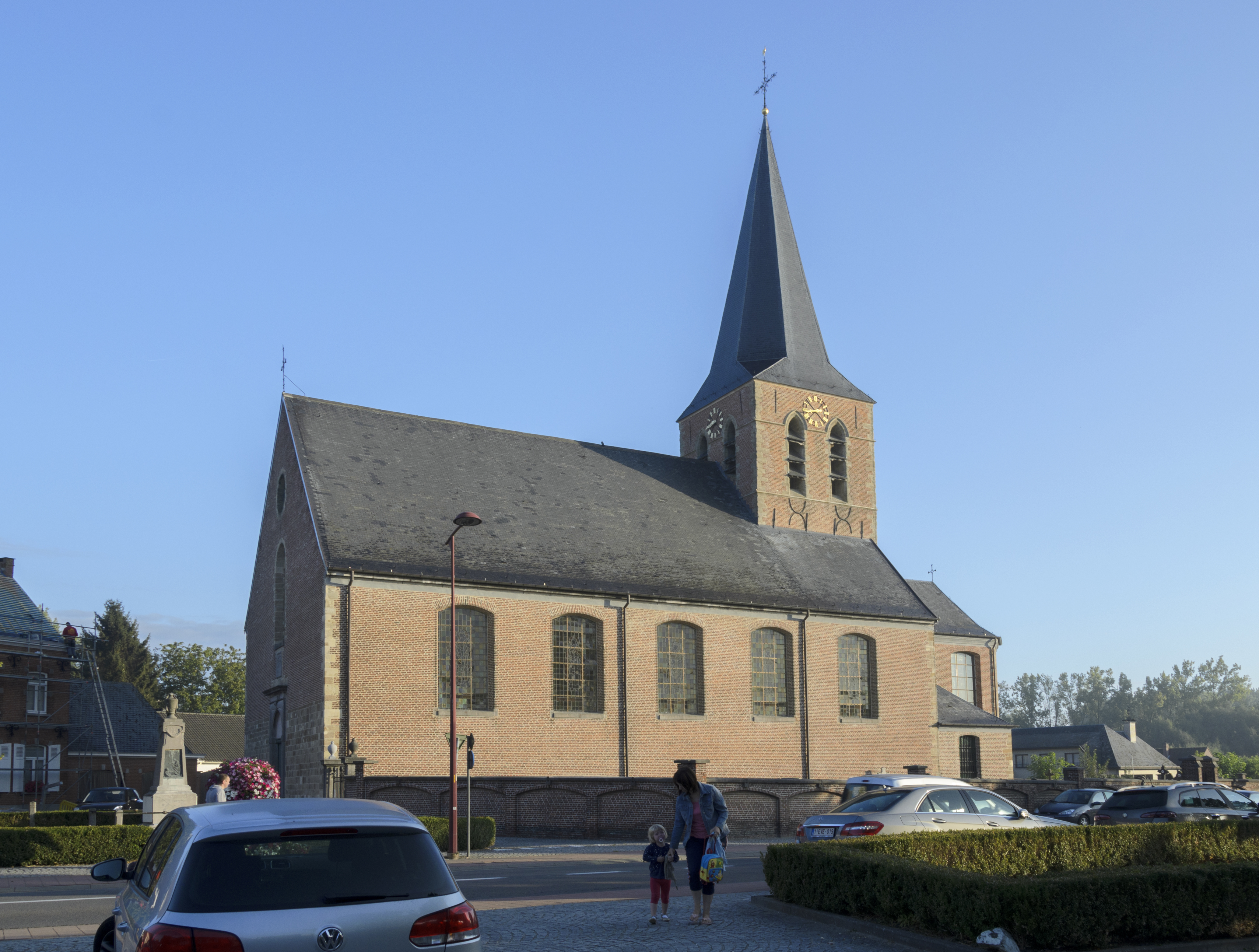
Sint-Pietersbandenkerk in Ophasselt

De Sint-Pietersbandenkerk is de parochiekerk van de tot de Oost-Vlaamse gemeente Geraardsbergen behorende plaats Ophasselt, gelegen aan de Ommegangstraat.

## Geschiedenis
Een 15e-eeuwse eenbeukige gotische kerk werd omstreeks 1600 door brand verwoest. Enkel de toren bleef gespaard. De kerk werd regelmatig verbouwd. In 1777 werd een driebeukig classicistisch schip gebouwd en in 1812 werd het koor vernieuwd.
In de Tweede Wereldoorlog werden de klokken door de Duitsers uit de toren gehaald om deze om te smelten tot kanonnen.

## Gebouw
De driebeukige bakstenen kerk heeft een ingebouwde toren die aan de oostzijde van het schip ligt en de vieringtoren van de voormalige kerk was. Het schip heeft steekboogvensters.

## Interieur
De kerk heeft op het hoofdaltaar een 17e-eeuws schilderij dat Maria-Hemelvaart verbeeldt. Uit de `18e eeuw zijn enkele heiligenbeelden en de zijaltaren. Lambrisering, preekstoel en doksaal zijn laat 18e-eeuws.
Het orgel werd in 1829-1830 gebouwd door Pierre-Charles Van Peteghem II.